# الجعبة
الجعبة؛ إحدى مراكز محافظة بيشة. تقع في شمال غرب بيشه على مسافة 85 كيلاً، ويقطنها 4597 نسمة و تسكنها قبيلة الجنبة و المزايدة من اكلب .